# Solkan
Solkan je predmestno naselje v Občini Nova Gorica z okoli 3.200 prebivalci (2020). Leta 1988 je kraj ponovno pridobil status samostojnega naselja, ki ga je izgubil leta 1955, ko je bil z uvedbo komunalnega sistema priključen k Novi Gorici. Najbolj je znan po Sveti gori, Solkanskem mostu, ki ima najdaljši kamniti lok na svetu, in po kajakaštvu po Soči. Zatonu gospodarstva, ki smo mu bili priča v zadnjih desetletjih, sledi razcvet industrije in storitvenega sektorja, predvsem turizma. Solkan obsega naslednje predele: Na Bregu, Na Potoku, V Doru, Ščedne, Žabji kraj, Klošter, Čahalne, Drage, Gorišček.

## Zgodovina kraja
Prva omemba Solkana sega v leto 1001, ko je bil omenjen poleg naselbine Gorica v listini cesarja Otona III. Gorica je omenjena kot »villa quae Sclavorum lingua vocatur Goriza«, kastel Solkan v isti listini pa »castellum Siliganum«. Verjetno začetki kastela Solkana sodijo že v langobardsko dobo in je imel takrat večji pomen kot Gorica, kajti kot kastel je združeval vojaške, upravne, sodne in cerkvene funkcije prostora spodnje Vipavske doline ob izhodu v Furlanijo. Goriški grofje, nasledniki Spanheimov se od srede 12. stoletja začnejo imenovati po Gorici. To ozemlje so obvladovali do svojega izumrtja leta 1500, ko je prišlo pod Habsburžane. Habsburžani so nato obvladovali ozemlje do razpada monarhije oz. prve svetovne vojne, ko je prišlo do izseljevanja prebivalstva in italijanske zasedbe ter skoraj popolnega porušenja kraja. Leta 1544 je bila posvečena cerkev na Sveti Gori oz. Skalnici. V Solkanu so leta 1597 začeli voditi krstne knjige.  Konec 17. stoletja je tudi ta kraj prizadela kuga in umrlo je kar 112 ljudi, kar je za tako majhen kraj velik podatek. Prvi resni podatki o prebivalstvu v kraju so bili objavljeni z novim katastrom leta 1830, ki je ponudil širok opis kraja, ki je imel 1165 prebivalcev. Med njimi je bilo 586 moških in 579 žensk, ki so živeli v 123 hišah. Družin je bilo sicer 242. Kraj je imel tudi dve cerkvi, v okolici pa je bilo še 50 hiš in cerkev na Sveti Gori (681m nmv). To je spadalo pod zemljiško gospostvo Grafenberg.
Solkan je bil prizadet predvsem v prvi svetovni vojni, ko je bil kraj skoraj popolnoma porušen in prebivalstvo večinoma izseljeno. Z veliko vojno so zaznamovani tudi okoliški hribi - Sabotin, Škabrijel in Skalnica oz. Sveta Gora. Na hribu Sabotin, kjer stojijo ostanki cerkvice sv.Valentina, je bil v zadnjem času dourejen "Park miru". Tukajšnja flora in fauna bistveno označujeta tako kulturne, kot tudi podnebne spemembe. Pristnost sredozemskega, alpskega in kraškega sveta, tako pomembno definirajo tukajšnje življenje.

## Občina Solkan
Leta 1848 so se tudi tukaj pojavile zahteve po občinah in lokalni samoupravi, Solkanci so vzpostavili narodno stražo in uporabljali slovensko trobojnico. Občine so bile v Habsburški monarhiji uvedene z oktroirano  marčno ustavo – 4. Marca 1849. Ustava, ki jo je s cesarskim patentom izdal cesar Franc Jožef je vsebovala določila o »neodstopnih temeljnih pravicah občine«. Občina je postala temelj nove ureditve kot samostojna in samoupravna oblast na prvi stopnji. Državne izpostave so bile okrajna glavarstva z okrajnimi sodišči, višja stopnja upravne oblasti pa so bila okrožja. Po marčni ustavi so imele vse občine pravico: voliti svoje predstavnike; sprejemati nove člane v občino; samostojno opravljati svoje naloge; javno predstaviti občinsko gospodarjenje; javno delovanje občinskih predstavnikov. V ustavi je bilo tudi določilo o natančnejših pravilih za občine, ki bodo zapisana v posebnem občinskem zakonu. Občine so postale temeljne za takratno državno ureditev, največja novost pa je bila relativno samostojen položaj. V mestih se je preoblikovalo obstoječe stanje, na podeželju, kjer je bila patrimonialna ureditev v kateri je imel odločilno vlogo zemljiški gospod, pa so občine prinesle povsem nekaj novega. Celotno ozemlje cesarstva se je razdelilo na občine.
Solkan je spadal pod Goriško-Gradiščansko in tam so bile občine oblikovane leta 1850. Za njih so uporabljali v zakonodaji in literaturi izraz »županije« in so bile sestavljene iz davčnih oz. katastrskih občin. Prve občine so bile relativno velike, tudi 3-4 katastrske občine skupaj (občino Solkan so sestavljale tri katastrske občine - Kromberk, Loke in Solkan). Leta 1850 je bilo na Goriško-Gradiščanskem število občin 102. Pred uvedbo komunalnega sistema leta 1819 je bilo tukaj le 53 glavnih občin, ob razpadu monarhije 1918 pa je število naraslo na 146. Zanimivo je, da je bilo več občin na območju, kjer je bilo večinsko prebivalstvo slovensko, na območju z italijansko večino pa so bile občine večje in jih je bilo manj. Slovenci so imeli večino na območjih okrajnih glavarstev Gorica, Sežana in Tolmin. Pod okrajno glavarstvo Gorica so spadali sodni okraji Ajdovščina, Gorica in Kanal, pod okrajnim glavarstvom Sežana sta bila sodna okraja Komen in Sežana pod tolminskim okrajnim glavarstvom pa so bili sodni okraji Bovec, Cerkno, Kobarid in Tolmin (pod tolminskim okrajnim glavarstvom je bilo več sodnih okrajev prav gotovo zaradi razgibanega reliefa, ki je onemogočal učinkovito upravljanje). Na tem področju je bilo najprej ustanovljenih 58 občin, nato pa so nastale še dodatne 43, največ leta 1866. Občina Solkan je spadala pod sodni okraj Gorica. Pod ta okraj je leta 1904 spadalo kar 22 občin, v osnovi leta 1850 pa jih je bilo 13 oz. skupaj z mestom Gorica 14. Nove občine so ustanavljali zaradi gospodarskih razmer, oddaljenosti od sedeža občine, visokega deleža pri davkih, velikokrat pa so bili razlog tudi medkrajevni spori. Ti spori so bili sicer bolj pogosti na Tolminskem. Kljub temu, da je deželni zbor leta 1867 sprejel zakon o združitvi malih občin, so občine temu nasprotovale in je bilo udejanjanje zakona odloženo. Zanimiva je primerjava z italijanskimi občinami, okrajno glavarstvo Gradiška je imelo leta 1850 samo 15 občin, pozneje so nastale še štiri. V okrajnem glavarstvu Tržič (Monfalcone) pa je bilo leta 1850 število občin 26 in se je pozneje zaradi združevanja še znižalo za dve.
Če gledamo imena teh občin iz srede 19. stoletja in jih primerjamo z današnjo velikostjo krajev, ki se verjetno ni dosti spremenila, ugotovimo, da je bila praktično vsaka vas samostojna občina in so bile občine res majhne.

### Statistični podatki občine Solkan z dne 31. decembra 1880 (povzeto po Posebnem krajevnem imeniku za Primorje izdanem l. 1885)
V občini Solkan je konec leta 1880 živelo 2188 prebivalcev v 330 hišah. Žensk je bilo 1045, moških pa skoraj sto več oz. 1143. Prav vsi prebivalci so bili katoliške vere, kot občevalni jezik je večina navedla slovenščino - 2133. Petnajst prebivalcev je govorilo italijansko, 14 pa nemško, ob seštevku ljudi z občevalnim jezikom zmanjka 26 ljudi, ki se očitno niso hoteli opredeliti. Pod občino Solkan so spadale tri katastrske občine - Kromberk, Loke in Solkan.
Katastrska občina Kromberk je štela 498 prebivalcev, med katerimi je bilo 274 moških in 224 žensk. Vsi so bili katoličani in navedeno je, da jih je 497 govorilo slovenski občevalni jezik (takrat v popisih niso spraševali po maternem, ampak po občevalnem jeziku). Na območju te katastrske občine je bilo 72 hiš, kar pomeni v povprečju 6,916 prebivalca na hišo.
Najmanjša katastrska občina so bile Loke. Tam je v 29 hišah živelo samo 179 prebivalcev. Žensk je bilo 83, moških pa 96. Vsi so bili katoliške vere in govorili slovenski jezik. V povprečju je živelo tukaj 6,17 prebivalca na hišo.
Največja pa je bila katastrska občina Solkan, ki je štela 1511 duš v 229 hišah. Med njimi je bilo 738 žensk in 773 moških. Vsi so bili katoliške veroizpovedi, pri občevalnem jeziku pa je opaziti razlike, večina jih je seveda govorila slovensko - 1457, vendar se jih je 14 opredelilo za nemško in 15 za italijansko govoreče. Do 1511 prebivalcev jih je v tem seštevku zmanjkalo 25, ki se očitno o občevalnem jeziku niso opredelili, ali pa je bila v uradni statistiki storjena kakšna napaka. V katastrski občini Solkan je živelo v povprečju 6,6 prebivalca na hišo, kar je blizu povprečja celotne občine, ki je znašalo 6,6.
V katastrski občini Kromberk sta pod institucijami navedena vikariat in ljudska šola, v Solkanu (katastrska občina) pa so bile župnija, ljudska šola in pošta.
Za primerjavo si oglejmo podatek o prebivalstvu in hišah v mestnem okraju Gorica. V 1388 hišah je živelo 20920 prebivalcev, med njimi 10525 moških in 10395 žensk. To pa pomeni 15,6 prebivalca na hišo.

### Statistika občine Solkan 31. decembra 1890 (Specialni repertorij krajev na Avstrijsko-Ilirskem Primorju izdan 1894)
V krajevnem repertoriju objavljenem leta 1894 je kot novost podana tudi skupna površina občine, ki je znašala 19,11 km². Število hiš se je povečalo za 31 na 361, prebivalcev pa je bilo 245 več, se pravi 2433. Še vedno so prevladovali moški - 1259, žensk pa je bilo 1174. Vsi razen dveh občanov so se izrekli za katoličane, dva pa sta bila druge veroizpovedi. Velika večina je uporabljala slovenski občevalni jezik - 2376, 28 občanov je govorilo italijansko, 16 pa nemško. Tako nekje "zmanjka" 13 ljudi, ki ali se niso izrekli o občevalnem jeziku, ali pa jih statistika tukaj nekako ni zaznala. Zanimiv je podatek o povprečnem številu prebivalcev na hišo, ki se je povečal na 6,74, na km² pa je bilo v povprečju 127,31 prebivalcev. Še vedno so občino sestavljale tri katastrske občine.
Katastsrska občina Kromberk je imela 531 prebivalcev, med njimi je bilo 282 moških in 249 žensk. Živeli so v 79 hišah, kar je pomenilo 6,72 prebivalca na hišo. Vsi so bili katoličani. 529 jih je uporabljalo slovenščino, eden nemščino, en prebivalec pa očitno ni bil zabeležen ali opredeljen. V tej katastrski občini sta omenjena vikariat in ljudska šola.
Katastrska občina Loke se je malenkostno povečala za eno hišo na 30 in za 10 prebivalcev na 189. Kar 110 je bilo moških, samo 79 pa žensk. Vsi so bili katoliške veroizpovedi, povprečno pa je v hiši živelo 6,3 osebe. V Lokah ni bilo za uradno avstrijsko statistiko nobene omembe vredne infrastrukture.
V katastrski občini Solkan je bilo takrat 1713 prebivalcev. Žensk je bilo 846, moških pa 867. Vsi razen 12 so bili katoličani, za teh 12 pa je podatek zgolj, da so bili druge veroizpovedi. Še vedno je velika večina govorila slovensko - 1638, sicer pa je bilo 15 nemško in 28 italijansko govorečih občanov. Do skupnega števila prebivalcev tukaj zmanjka 32 oseb. V Solkanu je bilo 252 hiš, kar pomeni v povprečju 6,8 prebivalcev na hišo. Še vedno so bile pomembne institucije župnišče, ljudska šola in pošta.
Občina Solkan je spadala pod sodni okraj Gorica (okolica, mestni okraj mesta z lastnim statutom je bil poseben okraj), ki je štel 37579 prebivalcev. Več je bilo moških - 19160, žensk pa je bilo 18419. V tem okraju je bilo 6671 hiš, kar je pomenilo 5,63 osebe na hišo. Samo mesto Gorica pa je imelo leta 1890 - 21852 prebivalcev, ki so živeli v 1603 hišah, to pomeni 13,63 prebivalca na hišo. Bolj zanimiv pa je podatek o številu prebivalcev na km², ki v primeru mesta Gorica znaša 928,7, za občino Solkan pa 127,3. Razlika med urbanim naseljem in predmestno občino je očitna. Glede na to da je imel Solkan župnijo, šolo in pošto lahko sklepamo, da je bil nekako pol-urbano naselje.

### Statistika občine Solkan z dne 31. decembra 1900 (Leksikon občin je bil izdan leta 1906)
Občina Solkan je bila pod zaporedno številko 15 v drugem davčnem okraju goriškega okrožja. Število prebivalcev se je iz 2433 povzpelo na 2807, število hiš pa iz 361 na 422. Še vedno je bilo več moških kot žensk, moških je bilo 1473, žensk pa 1334. Vsi razen 6 prebivalcev so bili katoliške veroizpovedi, teh šest pa je navedenih pod ostalo. Velika večina je uporabljala slovenščino - 2746, 14 jih je govorila nemško, 17 italijansko, 4 pa so se opredelili, da govorijo drug jezik, ki pa ni bil srbo-hrvaški, kajti pod to kategorijo ni bilo nikogar. Kljub temu pa pri podatkih o jeziku ponovno zmanjka 26 oseb. Površina občine je bila tokrat izražena v hektarjih, in sicer 1912 ha. To pa je pomenilo 6,65 osebe na hišo oz. 146,8 prebivalca/km².
Katastrska občina Kromberk se je malce povečala, število hiš je narastlo na 89, prebivalcev pa na 566. Med njimi je bilo 294 moških in 272 žensk, ki so bili vsi katoliške vere. Dva prebivalca sta imela kot občevalni jezik italijanščino, vsi ostali pa slovenščino. Število prebivalcev na hišo se je iz 6,72 deset let pred tem znižalo na 6,36. Pod pomembno infrastrukturo oz. institucijami so omenjeni grad na 164 m nadmorske višine, ena babica, vikariat, ljudska šola (verjetno z enim razredom). Omenjene so še samotna hiša na višini 132 m, ter dve kapeli ali podružnični cerkvi v kraju Pod Sv. Trojico (124 m) in na hribu Sv. Katarina (307 m).
V Lokah se je število prebivalcev zvišalo na 218. Še vedno je bilo več moških - 125, žensk pa je bilo 93. Živeli so v 32 hišah, vsi so bili katoličani in govorili slovenski jezik. V povprečju je živelo 6,8 prebivalca na hišo. Pod institucijami je omenjena kapelica ali podružnična cerkev na višini 208 m.
V katastrski občini Solkan se je prebivalstvo povišalo na 2023, število hiš pa na 301. Več je bilo moških - 1054, žensk pa je bilo 969. 2017 jih je bilo katoličanov, šest občanov pa je bilo druge veroizpovedi. Večina je uporabljala slovenščino, in sicer 1964, 15 jih je govorilo nemški jezik, 14 italijanski, 4 pa so se opredelili za drug jezik (ni opredeljen v obrazcu, recimo srbo-hrvaščina je bila takrat možna opcija). Povprečno število prebivalcev na hišo je znašalo 6,72, se pravi malce nad povprečjem celotne občine. Solkan je bil gotovo napram Lokam in Kromberku bolj urbaniziran, to nam dokazujejo razne institucije, ki so delovale v kraju. To so bile farna cerkev in podružnična cerkev, ljudska šola III. (verjetno s tremi razredi), otroški vrtec, kovač, hranilnica in posojilnica (sistem Sparkasse), poštni urad, telegrafska postaja in tri babice. Posebej se omenja "Monte Santo" oz. Sveta Gora, kjer sta frančiškanski samostan in romarsko središče na višini 681 m. Leta 1900 je bila v Solkanu ustanovljena tudi mizarska zadruga.

#### Katastrska razdelitev občine Solkan konec leta 1900
Občina je imela skupno površino 1912 ha oz. 19,12 km².
Največja katastrska občina po površini je bila Kromberk, ki je merila 891 ha oz. 8,91 km². Od tega je bilo po katastru obdavčenih 862 ha. Največji odstotek so predstavljali pašniki s 399 ha, najmanjši pa vrtovi s 3,76 ha. 203 ha je bilo travnikov, 148 ha pa vinogradov. Gozd je predstavljal okoli 10% obdavčenih površin in sicer 68 ha, njiv pa je bilo samo 40 ha. Skoraj 97% zemlje je bilo tako ali drugače namenjeno kmetijski dejavnosti in toliko manj bivanju. Gostota prebivalstva je znašala 63,5/km². Očitno sta bili v tej katastrski občini najpomembnejiši panogi živinoreja in vinogradništvo. Omenjena je tudi ena veleposest.
Katastrska občina Loke je merila 348 ha, od katerih je bilo 93% obdavčene zemlje. Od teh 324 ha, je bilo 13,5% njiv, vrtov je bilo samo 0,02 ha, gozd je prekrival skromnega pol hektarja. Kar 41% so prekrivali travniki in 37% pašniki. Vinogradov je bilo 27 ha oz. približno 8%. Tudi v Lokah je bila ena veleposest. Verjetno so bli tudi v Lokah pretežno živinorejci. Gostota prebivalstva pa je tukaj še nižja, in sicer 62,6 prebivalca/km².
Po prebivalstvu največja je bila katastrska občina Solkan, ki pa je bila površinsko v zlati sredini s 671 hektarji. To pomeni gostoto prebivalstva 301,5/km², kar je precej več kot pri ruralnih sosednjih katastrskih občinah in kaže na nekakšno pol-urbanost kraja. Recimo današnja (1. junija 2016) gostota prebivalstva v Republiki Sloveniji znaša 101,8 prebivalca/km². V katastru obdavčene površine je bilo 623 ha oz. 92,8%. Od tega je bilo 43% oz. 269 ha njiv, 197 ha oz. 31,6% pašnikov, sledijo pa gozdovi z malce nad 100 ha in vinogradi, ki jih je bilo 44 ha. Najmanj je bilo travnikov - 33 ha, in vrtov - 8,5 ha. Obstajala je tudi ena veleposest in dve "fabriki", ki pa ju je težko natančno določiti, kaj sta dejansko bili, verjetno so bile to kakšne zadružne mizarske delavnice.
Za celotno občino so bili podani podatki o glavah živine. Največ je bilo goveda - 705 glav, sledijo svinje s 505 glavami. Veliko manj - 76, je bilo konjev, ki so bili še vedno uporabno prevozno sredstvo (železnica je v Solkan prišla leta 1906). Ovac pa je bilo samo 10. Za primerjavo lahko vzamemo hribovsko občino Trebuša, kjer so imeli 305 glav goveda, 303 ovce, 31 svinj in nobenega konja. Od okoliških občin je imelo več konj samo mesto Gorica in sicer 715, goveda pa so imeli recimo 700 glav. Gorica je bila urbano naselje, ampak živina je bila takrat še vedno pomembna za preživetje ipd., konje so uporabljali za transport, koristili so vojski in drugim državnim institucijam.

### Statistika občine Solkan 31. decembra 1910 (po Specialnem repertoriju za Avstrijsko-Ilirsko Primorje izdanem l. 1918)
Površina občine se ni spremenila, število prebivalcev in hiš pa se je precej povišalo. Prebivalstvo je naraslo na 3875, od tega je bilo 2093 moških in 1782 žensk. Število hiš pa je naraslo iz 422 na 548. Večina prebivalcev je bila katoliške vere, samo 14 se jih je opredelila za drugo veroizpoved. Zanimivo je povišanje nemško-govorečih, ki jih je bilo leta 1900 le 14 oz. 0,5%, leta 1910 pa kar 159 oz. 4,1%. Kar 44 so se opredelili za drug jezik, 47 pa je bilo tujih državljanov. Kljub temu je seštevek vseh po občevalnem jeziku za 91 nižji od celotnega števila prebivalstva. Gostota prebivalstva celotne občine je znašala 202,9/km².
V katastrski občini Kromberk se je prebivastvo povišalo iz 566 na 601, število hiš pa iz 89 na 101. Moških je bilo 318, žensk pa 283. Prav vsi so bili katoliške vere. Razen enega, ki je govoril srbo-hrvaško, so vsi govorili slovensko. Ob upoštevanju velikosti katastrske občine (ki sicer tukaj ni navedena, ampak se verjetno ni spremenila), je gostota prebivalstva 67,5/km², oz. 5,95 na hišo. Na Damberju je delovala babica, omenjen je tudi grad na 164 m višine, vikariat, ljudska šola I (verjetno en razred). Pod Sveto Trojico (123 m) in na Sveti Katarini (307 m) sta omenjeni podružnični cerkvi. Najbližja železniška postaja je bila uro hoda stran.
V Lokah je število prebivalcev celo padlo iz 218 na 199. Žensk je bilo 84, moških pa 115.Kot pri prejšnjih popisih so tudi tokrat bili vsi katoličani in govorili slovensko. Glede na prejšnje podatke o površini občine, ki se prav gotovo niso spreminjali je gostota prebivalstva 57,2/km² . Število hiš je ostalo pri 32, kar pomeni 6,2 prebivalca povprečno na hišo. Oddaljenost od železnice je bila uro in pol hoda. Sicer pa je omenjena v Lokah kapela na nadmorski višini 206 m.
Veliko povečanje prebivalstva pa se je zgodilo v Solkanu. Iz 2017 se je dvignilo število kar na 3075. Zgradilo se je tudi več kot sto novih hiš. Žensk je bilo 1415, moških pa kar 1660. Skoraj vsi prebivalci razen 14 so se izrekli za katoličane. Impresivno je predvsem povečanje nemško govorečih iz 14 na 159, vsi nemško govoreči so bili torej v Solkanu, kar pomeni 5% prebivalstva tega kraja. 48 ljudi je govorilo italijansko, 47 pa je bilo tujih državljanov. V 415 hišah je živelo v povprečju po 7,4 ljudi, gostota prebivalstva pa je narasla na 458 prebivalcev/km².
Za leto 1910 pa je kar precej več podatkov o institucijah v Solkanu. Kot prvi sta navedeni župnijska cerkev in podružnična cerkev, ki sta bili na nadmorski višini 108 oz. 101 m. V Solkanu je delovala tudi babica, za predšolske otroke pa so imeli otroški vrtec. Zanimivo je, da sta posebej omenjeni posojilnica in hranilnica ter »System Raiffeisen«, ki je bil praktično posojilni zavod predvsem za kmečko prebivalstvo. V glavnem šlo je vsaj za en ali celo dva denarna zavoda oz. zadruge za posojila gospodarstvu in kmetom. Malce nerazumno bi bilo, da se stvar piše dvakrat, če je to ista stvar. Pri nobeni, niti pri simbolu, niti pri kratici ni zraven nobene črke, ki bi pomenila nacionalno pripadnost (d. – nemško, it. – italijansko, kroat. – hrvaško, slow. – slovensko). V Solkanu je deloval naprej poštni urad in tudi telegrafska postaja. Na posebnem mestu je »Monte Santo«, tam je bil frančiškanski samostan in romarski kraj na 682 metrih. Imeli pa so tudi poštni predalčnik z naslovom Sveta Gora pri Gorici.
V predelu kraja v repertoriju imenovanem Rusič je bil oddelek finančne straže. Naslednja stvar so mizarji oz. mizarske delavnice. Na področju izobraževanja pa je delovala ljudska šola, ob simbolu je tudi rimska številka IV, kar verjetno pomeni štiri razrede. Vendar pa to ni bila edina šola, v Solkanu so imeli tudi obrtno izobraževanje oz. izobraževanje vajencev, to je bilo prav gotovo povezano z mizarstvom.
To je bila zadnja statistika občine Solkan v Habsburški oz. Avstro-Ogrski monarhiji. Med prvo svetovno vojno so kraj avgusta 1916 prvič zasedle italijanske čete, večina prebivalstva je bila razseljena in kraj precej porušen. Italijani so se umaknili konec oktobra 1917, vrnili pa so se z okupacijsko oblastjo novembra 1918. Po rapalski pogodbi novembra 1920 je bilo to ozemlje formalno priključeno Italiji, dokler ni bila uveljavljena pariška mirovna pogodba (podpisana 10. februarja 1947) po drugi svetovni vojni – 15. septembra 1947.

### Solkan pod Italijansko državo (1918-1947)
Italijani po rapalski pogodbi s Kraljevino SHS sklenjeni 12. novembra 1920 anektirali obsežno ozemlje nekdanjega Avstrijskega Primorja. Politično in upravno enoto so preimenovali v Julijsko Krajino oz. Venezia-Giulia, na čelu te pa je bil politični komisar v Trstu. Prvotno so obdržali avstrijski sistem uprave in določeno deželno avtonomijo, predvsem s prihodom fašistov in Musollinija na oblast konec leta 1922 so se začele večje spremembe. Na tem območju je tako ostalo 154 slovenskih občin. V goriškem okraju jih je bilo 46. Po štetju prebivalstva 1. decembra 1921 je občina Solkan štela 3406 prebivalcev. Italijanski sistem je začel občine prilagajati svojim potrebam. Najprej so ostali župani, potem pa so jih zamenjali s civilnimi občinskimi komisarji, ki so bili vojaški oficirji. Zamenjave so bile posebej aktualne leta 1922, kjer so menjali tudi v istem letu izvoljene občinske organe. Januarja 1922 je zmagala v Solkanu komunistična lista in župan je postal Anton Poberaj. Te volitve so bile izvedene po večinskem sistemu, kjer je zmagovalna lista dobila 4/5 mest. Na Goriškem so Slovenci kar v 64 občinah dobili vsa mesta, v 27 občinah večino (4/5), v 11 pa so dobili petino mest. Župani so bili voljeni iz občinskega sveta, po navadi pa je vsaka katastrska občina imela podžupana.
Konec leta 1922 je prišlo do nove razdelitve na province – Tržaško, Puljsko in Videmsko, ki so jim načelovali prefekti. V nobeni pokrajini Slovenci in Hrvati niso imeli večine, to je veljalo do leta 1926, ko so ustanovili še Goriško pokrajino. Kraljevi odlok 4. februarja 1926 je odpravil vse izvoljene sindake/župane in izvoljene občinske svete v občinah z manj kot 5000 prebivalci. Na čelo občin so postavili občinske komisarje, ki so bili imenovani s kraljevim odlokom in tako je prišlo do končne odprave lokalne samouprave. Večje občine so sicer dobile poleg komisarjev občinski svet, ki pa je bil imenovan in imel zgolj vlogo posvetovalnega telesa (consulta comunale). Preko občinskih komisarjev – podestajev so izvajali tudi raznarodovanje Slovencev. V letih 1927 in 1928 so izvedli komasacije občin. Tako je bila tudi občina Solkan leta 1927 priključena k občini Gorica.
Zanimivo je, da je bil kljub prihodu fašizma na oblast in umikanju slovenskih županov in občinskih svetov leta 1924 kot poslanec komunistične stranke izvoljen Solkanec Jože Srebrnič (poznejši narodni heroj). Organiziran odpor med drugo svetovno vojno se je začel v drugi polovici leta 1941. Prebivalci Solkana so umirali na različnih straneh, 61 jih je padlo med partizani, 12 jih je padlo v italijanski vojski, 25 borcev in aktivistov je umrlo v koncentracijskih taboriščih. Umrlo je tudi 9 civilistov in 7 krajanov je bilo obsojenih na smrt oz. likvidiranih zaradi sodelovanja s protipartizansko stranjo. Partizani so prvič prišli v Solkan 9. septembra 1943, to je tudi praznik krajevne skupnosti Solkan. Kraj je bil osvobojen 30. aprila 1945 in 4. maja so izvolili Krajevni Narodnoosvobodilni odbor in Krajevni odbor OF.

### Priključitev k Jugoslaviji
Solkan je bil 15. septembra 1947 priključen k matični domovini oz. Jugoslaviji. Ker je bilo mesto Nova Gorica šele v začetni fazi gradnje in  je Primorska oz. Goriška ostala brez Gorice in tako pravega centra, so politični in upravni organi goriškega okraja gostovali prav v Solkanu.
Do leta 1952 je deloval Mestni ljudski odbor Solkan, ki se je sicer med letoma 1944 in 1947 imenoval Krajevni NOO Solkan, od 1947 pa Krajevni ljudski odbor Solkan, na koncu pa Mestni ljudski odbor. Pokrajinski arhiv v Novi Gorici hrani gradivo tega odbora, ki obsega 2 tekoča metra oz. 18 škatel in 7 knjig. To je fond PANG 114. Fond obsega zapisnike sej med letoma 1945 in 1951, matične izpiske med letoma 1948 in 1950, evidence kmetijstva, papirje o gradnji in obnovi po vojni 1948-1951. Ljudski odbor se je ukvarjal tudi s stanovanjskimi zadevami, stanji družin leta 1947, socialno pomočjo, finančnimi evidencami, davčnimi razporedi ipd.
Leta 1952 je bil Solkan sestavni del občine Nova Gorica kot samostojno naselje. Nato pa je z uvedbo komunalnega sistema 1955 postal sestavni del naselja Nova Gorica in je tako kraj uradno izgubil ime. To se je popravilo leta 1988, ko je občinska skupščina Nove Gorice Solkanu ob krajevnem prazniku 9. septembra sprejela sklep, da bo Solkan ponovno naselje. Konec leta 1966 so krajani sprejeli sklep o ustanovitvi Krajevne skupnosti Solkan, ki je nato zaživela leta 1967. Od leta 1991 je bil Solkan del občine Nova Gorica, ki je leta 1994 postala mestna občina.
V okraju Gorica je bilo z uvedbo občin po zakonu leta 1952 vzpostavljenih 19 občin. Solkan je spadal pod Novo Gorico, ki je imela takrat 6886 prebivalcev (Solkan jih je imel pod Italijo nekaj preko 3000). Temeljni organi ljudske samouprave so bili že imenovani ljudski odbori. Ljudski odbori so bili najvišji organi oblasti občin, mest in okrajev, samostojno pa so opravljali vse zadeve, razen tistih, ki jih je ustava dodeljevala zveznim in republiškim oblastnim organom.
Leta 1955 so uvedli komunalni sistem, občina je dobila položaj komune kot celice bodoče socialistične družbe. To je označevalo družbenoekonomsko in družbenopolitično enoto, v katero so bili povezani proizvajalci in občani. Teorijo za to je razvil Kardelj, ki je izhajal iz Marxovih tez o pariški komuni in jih prilagajal tedanjim razmeram. Občine so povečali z združevanjem, pod okrajem Gorica je bilo tedaj 12 občin. Solkan je spadal pod Novo Gorico, ki je imela takrat 14700 prebivalcev.
Solkan ima od leta 1967 krajevno skupnost. Krajevne skupnosti so bile kot neobvezne uvedene z ustavo leta 1963, ustava 1974 pa jih je uzakonila oz. postavila kot enega izmed temeljev socialističnega samoupravljanja. Krajevne skupnosti naj bi bile bolj specifične interesne skupnosti, ki bi poleg temeljnih organizacij združenega dela predstavljale temelje in izhodišče za neposredno in skupno delegatsko odločanje v samoupravnih komunah in širših skupnostih. Krajevna skupnost naj bi prevzela komunalne, socialne, vzgojene, kulturne, zdravstvene, društvene dejavnosti itd. praktično na vseh področjih življenja. Tako naj bi skrbeli za interese in potrebe prebivalstva in izboljšali življenjske razmere.Krajevna skupnost (KS) se je oblikovala na podlagi razprave, stališč in dogovora v organizacijah SZDL. Postopki za ustanavljanje so bili določeni z zakonom in statuti občin, KS pa je bila po ustavi pravna oseba, prav tako so bila po ustavi določena določila o statutu KS. Nekatere KS so bile tudi notranje razčlenjene na manjše vaške odbore ipd. da so lahko posamezna naselja ali območja imela svoje zastopstvo. KS je imela več organov, osrednji organ je bila skupščina, v manjših pa svet KS. Kot izvršilni organ je deloval svet KS, ki je imel stalna ali občasna delovna telesa za izvrševanje sklepov skupščine o raznih projektih in nalogah. Po zakonu o samoupravnih sodiščih iz leta 1977 je morala imeti vsaka KS tudi poravnalni svet, ki je bil poseben organ. Volila ga je skupščina KS izmed uglednih in spoštovanih občanov. Posredoval je lahko v vseh sporih, razen kadar je šlo za zahtevke, s katerimi stranke niso mogle razpolagati. Udeležba v postopku je bila prostovoljna in postopki so bili brezplačni. Predlog za poravnavo so lahko sprožile stranke same, lahko pa tudi pravdno ali kazensko sodišče. Ker je bila KS člen v delegatskem sistemu, so volili svoje delegacije za delegiranje delegatov v skupščine družbenopolitičnih skupščin, npr. v zbore občin. V občini Nova Gorica je bilo kar 42 krajevnih skupnosti, veliko izmed teh je bilo recimo v obdobju Habsburške monarhije občin.

### Solkan danes
Po popisu prebivalstva iz leta 2002 je v naselju Solkan bivalo 3272 ljudi. Več je bilo žensk in sicer 1685, moških pa 1587. V 1226 gospodinjstvih je živelo povprečno po 2,7 ljudi. Podatek o družinah je 953, se pravi manj družin kot gospodinjstev. Stanovanj pa je bilo 1259 v 836 stavbah, kar pomeni 1,5 stanovanja na objekt s stanovanji.
Po podatkih statističnega urada iz 1. januarja 2013 je Solkan opredeljen kot mestno območje oz. mestno naselje. V kraju je prebivalo 3317 oseb, med katerimi jih je 1249 spadalo pod aktivno prebivalstvo.
Zanimiv je podatek o tem, da kraj velja za mestno naselje. Seveda je kraj urbaniziran in bolj poseljen kot prej. Ima pošto, šolo in vrtec, več vrst trgovin. V kraju so tudi gostinski lokali in bencinska črpalka. Ob torkih, sredah in petkih po pet ur obratuje podružnična knjižnica.
Kraj se lahko pohvali kar z nekaj kulturno-zgodovinskimi znamenitostmi, med katerimi je prav gotovo najbolj znan Solkanski most. Na Sveti Gori oz. Skalnici je še vedno frančiškanski samostan in romarsko središče. V kraju so recimo tudi muzej mizarstva, Vojni muzej Solkan (zasebni), Vila Bartolomei, ki spada pod Goriški muzej. Sicer nepopolno ohranjeno je vojaško pokopališče ob reki Soči. Prav reka Soča je navdih za t.i. športni turizem, v Solkanu imajo tudi hotel in več gostinskih lokalov v katerih lahko poskrbijo za turiste. Poleg tega je v obrtno-industrijski coni livarna in še nekaj podjetij.
Kraj oz. naselje je praktično spojeno z današnjo Novo Gorico. Solkan recimo nima zdravstvenega doma, tam je le šolska zobna ambulanta. Kot je bilo omenjeno, naselje velja za urbano, lahko bi rekli, da je bolj predmestno, ker prevladujejo hiše s po enim ali nekaj stanovanji. V Novi Gorici kot mestnem naselju pa recimo prevladujejo bloki z več stanovanji. Razdalje pa so tako majhne in predmestje spojeno z mestom, tako da če nismo pozorni recimo na arhitekturno spremembo, imamo lahko občutek, da smo v istem kraju. Kraj kljub temu, da že od leta 1927 ni več samostojna občina raste oz. se razvija in se je iz ruralnega razvil v urbani kraj.

## Znani Solkanci
- Jernej Abramič, kajakaš
- Bogdan Benko, diplomat
- Pavel Bone, kajakaš, izdelovalec čolnov
- Danilo Čadež, zborovski pevec, glasbeni šolnik, urednik in muzealec
- Matija Doljak, politik, župan
- Jure Franko, alpski smučar
- Mladen Franko, kemik, znanstvenik, univ. prof.
- Andrej Gabrijelčič, narodnjaški župan
- Ludvik Gabrijelčič, politik in javni delavec
- Gorazd Humar, gradbenik in raziskovalec mostov
- Ivo Hvalica, politik
- Klement Jug, filozof in alpinist
- Boris Kalin, kipar
- Zdenko Kalin, kipar
- Mihael Komel, skladatelj
- Branko Marušič, zgodovinar
- Fedja Marušič, kajakaš
- Franc Marušič, zdravnik in partizan
- Franc Lanko Marušič, jezikoslovec in jamar
- Ivan Janez Marušič, krajinski arhitekt
- Tomaž Marušič, politik, minister za pravosodje
- Pavlina Pajk, pesnica, pisateljica
- Vida Franko, srednješolska profesorica, slikarka, pesnica
- Vita Žerjal Pavlin, doktorica literarnih znanosti, srednješolska profesorica, pesnica
- Dušan Pirjevec Ahac, filozof in komparativist
- Anton/Toni Prijon (star.) kajakaš, proizvajalec kajakaške opreme
- Toni Prijon (ml.), kajakaš
- Josip Srebrnič, krški škof
- Jože Srebrnič, partizan, predstavnik Slovencev v rimskem parlamentu
- Jožko Štrukelj, pravnik, politik in gospodarstvenik
- Marjan Štrukelj, kajakaš
- Vinko Torkar, arhitekt
- Danilo Zavrtanik, fizik